# 고투오어
고투오어(영어: Ghotuo)는 나이지리아 중부의 일부 지역에서 쓰이는 언어이다. 크게 보았을 때는 니제르콩고어족에 포함되며 그 중에서도 에도어군에 포함된다. 1994년 기준으로 약 9000명 정도가 이 언어를 쓰고 있다. EGIDS 단계는 6a로 소멸 위기로부터 안전한 언어이다.